# Transandinomys bolivaris
Transandinomys bolivaris är en däggdjursart som beskrevs av J. A. Allen 1901. Transandinomys bolivaris ingår i släktet Transandinomys och familjen hamsterartade gnagare. Inga underarter finns listade i Catalogue of Life.
Den listades tidigare i släktet risråttor (Oryzomys).
Arten förekommer i Central- och norra Sydamerika från Honduras till Ecuador. Den vistas i låglandet och i bergstrakter upp till 1500 meter över havet. Habitatet utgörs av städsegröna skogar och av molnskogar. Individerna vistas främst på marken men de kan klättra i den lägre växtligheten. De vilar ofta under rötter, under omkull störtade träd eller bland stenar.